# NGC 507
NGC 507 (również PGC 5098, UGC 938 lub Arp 229) – galaktyka eliptyczna (E-S0), znajdująca się w gwiazdozbiorze Ryb. Odkrył ją William Herschel 12 września 1784 roku. Jest to najjaśniejsza galaktyka klastra.